# Червената пустиня
„Червената пустиня“ (на италиански: „Il deserto rosso“) е филм на Микеланджело Антониони от 1964 година, с участието на Моника Вити и Ричард Харис. Това е първият цветен филм на режисьора Микеланджело Антониони.

## Сюжет
Филмът разглежда живота на млада майка с дете (Моника Вити), която се опитва да се справи с живота след травмираща катастрофа, която я изпраща за кратко в психиатрична клиника. Попадайки в града, в който се намира новото работно място на мъжа ѝ, тя се запознава с Корадо (Ричард Харис) и между тях възниква привличане.

## В ролите
| Изпълнител             | Роля                      |
| ---------------------- | ------------------------- |
| Моника Вити            | Джулиана                  |
| Ричард Харис           | Корадо Зелер              |
| Карло Чионети          | Уго                       |
| Ксения Валдери         | Линда                     |
| Рита Реноар            | Емилия                    |
| Алдо Гроти             | Макс                      |
| Валерио Бартолески     | синът на Джулиана         |
| Емануела Паола Карбони | момичето в баснята        |
| Джулиано Мисирини      | радио оператор            |
| Лили Реймс             | жената на радио оператора |

## Награди и номинации
- 1964 Филмов фестивал в Венеция – Златен лъв – Печели (Микеланджело Антониони)